# Meganephria
Meganephria is een geslacht van vlinders uit de familie van de uilen (Noctuidae) en de onderfamilie Cuculliinae.

## Soorten
- M. albithorax Draudt, 1950
- M. albodiscata Köhler, 1961
- M. albopicta Matsumura, 1925
- M. araucanica Hampson, 1909
- M. bimaculosa (Linnaeus, 1767)
- M. carbunculus Herrich-Schäffer, 1858
- M. cinerea Kononenko, 1978
- M. debilis Warnecke, 1933
- M. eremita Köhler, 1952
- M. extensa Butler, 1879
- M. funesta Leech, 1889
- M. renalis Wiltshire, 1941
- M. tancrei Graeser, 1888